# Alexia Chartereau
Alexia Chartereau (Le Mans, 5 de setembro de 1998) é uma jogadora francesa de basquete profissional que atualmente joga pelo Tango Bourges Basket da Euroliga Feminina.
Ela conquistou a medalha de bronze nos Jogos Olímpicos de Verão de 2020 com a seleção da França. Nos Jogos Olímpicos de Verão de 2024, em Paris, conquistou a medalha de prata no torneio feminino do basquetebol, após confronto na final contra a equipe dos Estados Unidos.